# Robert Lefèvre (Maler)

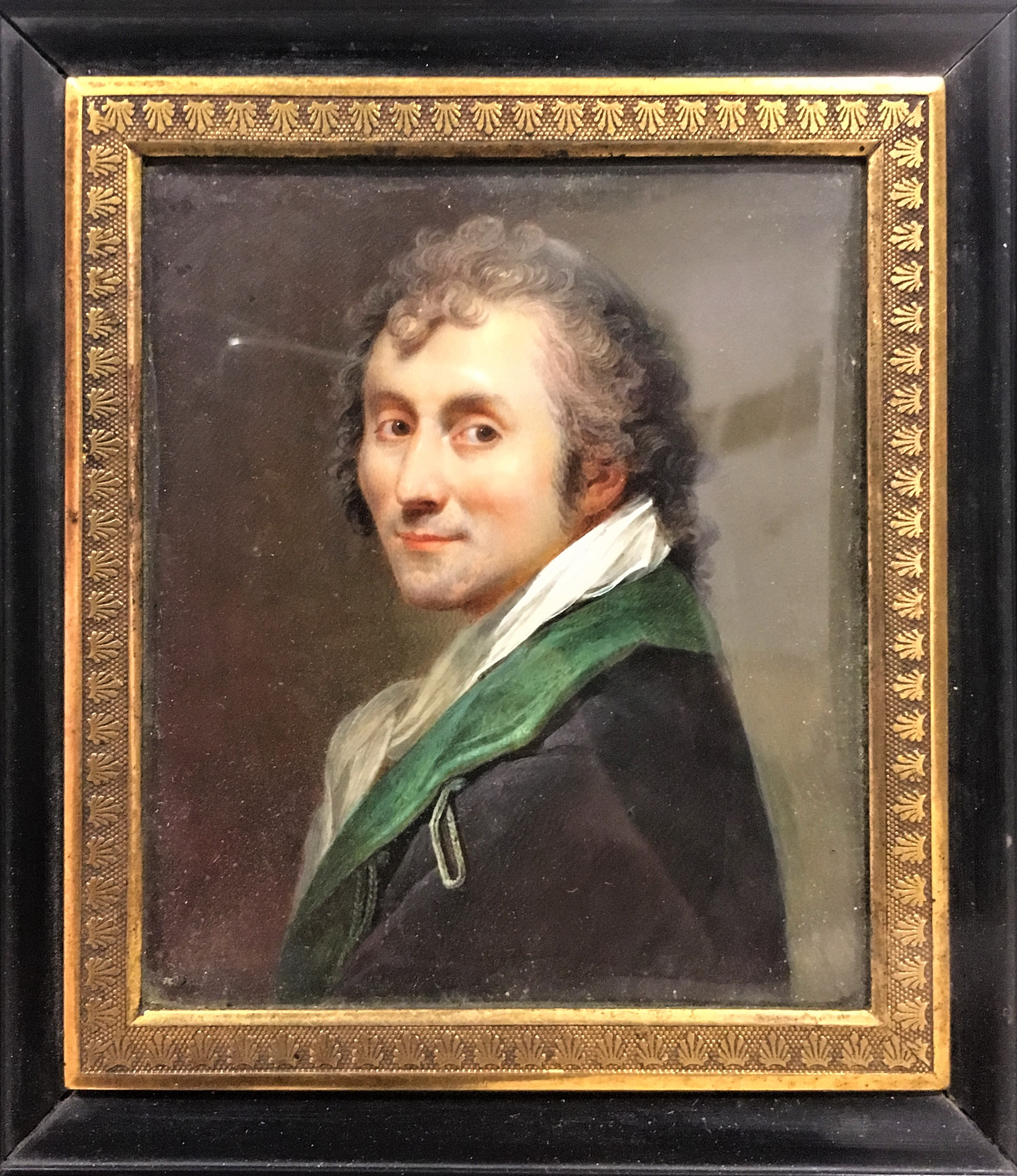
Selbstporträt

Robert Jacques François Faust Lefèvre (* 24. September 1755 in Bayeux; † 3. Oktober 1830 in Paris) war ein französischer Porträt- und Historienmaler, hauptsächlich beeinflusst von Jacques Louis David und dem Klassizismus.

## Leben und Wirken

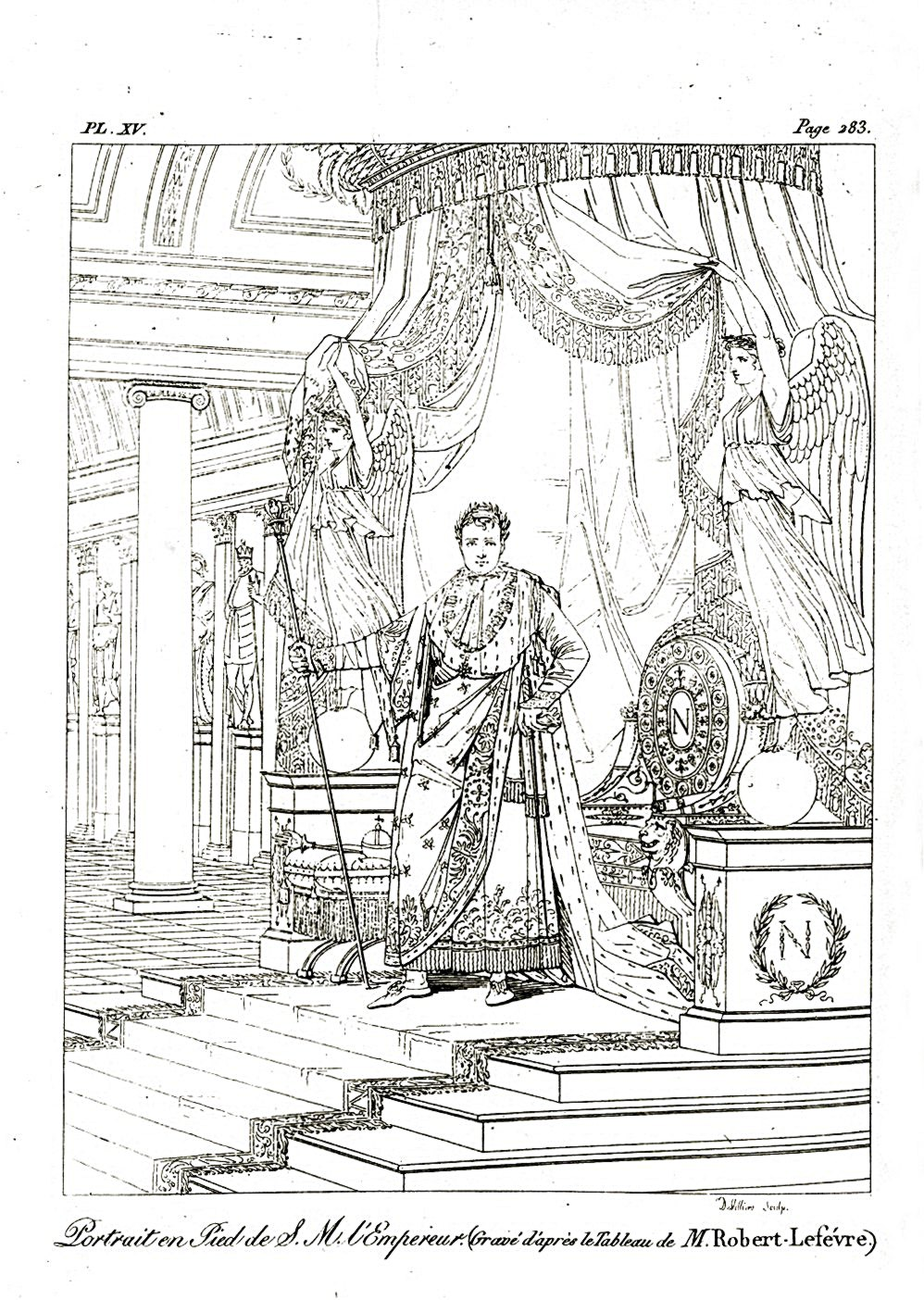
Stich von Robert Lefèvres Porträt von Napoléon in seinem Krönungsornat, Stich in der frz. Abhandlung Pausanias nach der Ausstellung dieses Porträts im Salon de Paris 1806 zur selben Zeit wie Jean-Auguste-Dominique Ingres’ Napoleon I auf seinem kaiserlichen Thron

Mit Zustimmung seiner Eltern brach er die Lehre bei einem Prokurator ab und ging nach Paris zu Jean-Baptiste Regnault. Sein Augenmerk lag auf allegorischen und mythologischen Sujets, vor allem aber interessierte ihn die Porträtkunst. Im Salon de Paris präsentierte er 1791 seine Dame en velours noir. Dies war der Ausgangspunkt für sein Renommee. Im Jahr 1805 porträtierte er die Kaiserin Joséphine. Napoléons Bienen, die er an Stelle der Lilie setzte, schmücken ihre Schleppe. Zu diesem Werk ließ Napoléon im Jahr 1807 von Louis-André-Gabriel Bouchet sein Pendant anfertigen. Beide Gemälde schenkte Bonaparte am 6. Dezember 1807 der Stadt Aachen, die heute wieder den Ratssaal des Aachener Rathauses schmücken.
Lefèvre stellte bis 1827 Werke im Pariser Salon aus. Dominique Vivant Denon protegierte den Künstler. Mit den Porträts von Napoléon und Joséphine, von Madame Laetitia, Guérin, Antoine Charles Horace Vernet, u. a. wuchs sein Ansehen als moderner Porträtkünstler. Aufgrund seines Porträts von Ludwig XVIII. erhielt er das Großkreuz der Ehrenlegion und wurde zum Hofmaler ernannt. Es folgten weitere zahlreiche Porträt- und Historienbilder.

## Werke (Auswahl)
- Porträt der Schauspielerin Sophie de Gevaudan, geb. Thévenin Devienne (?), sign. 1796, Öl auf Leinwand, 96 × 74 cm (37,8 × 29,1 in). 2004 Sotheby’s Paris.
- Porträt von Madame Paullet, sign., Öl auf Leinwand, 99 × 79 cm (39 × 31,1 in). 2008 auf Auktion.
- Porträt von Dominique Nicolas Paullet, Öl auf Leinwand, 99 × 79 cm (39 × 31,1 in). 2008 auf Auktion.
- Porträt von Jelisaweta Alexandrowna Stroganowa, (auch Elisabeth Stroganoff Demidoff; 1779–1818), Eremitage Sankt Petersburg

Porträt Jelisaweta Alexandrowna Stroganowa (circa 1800)
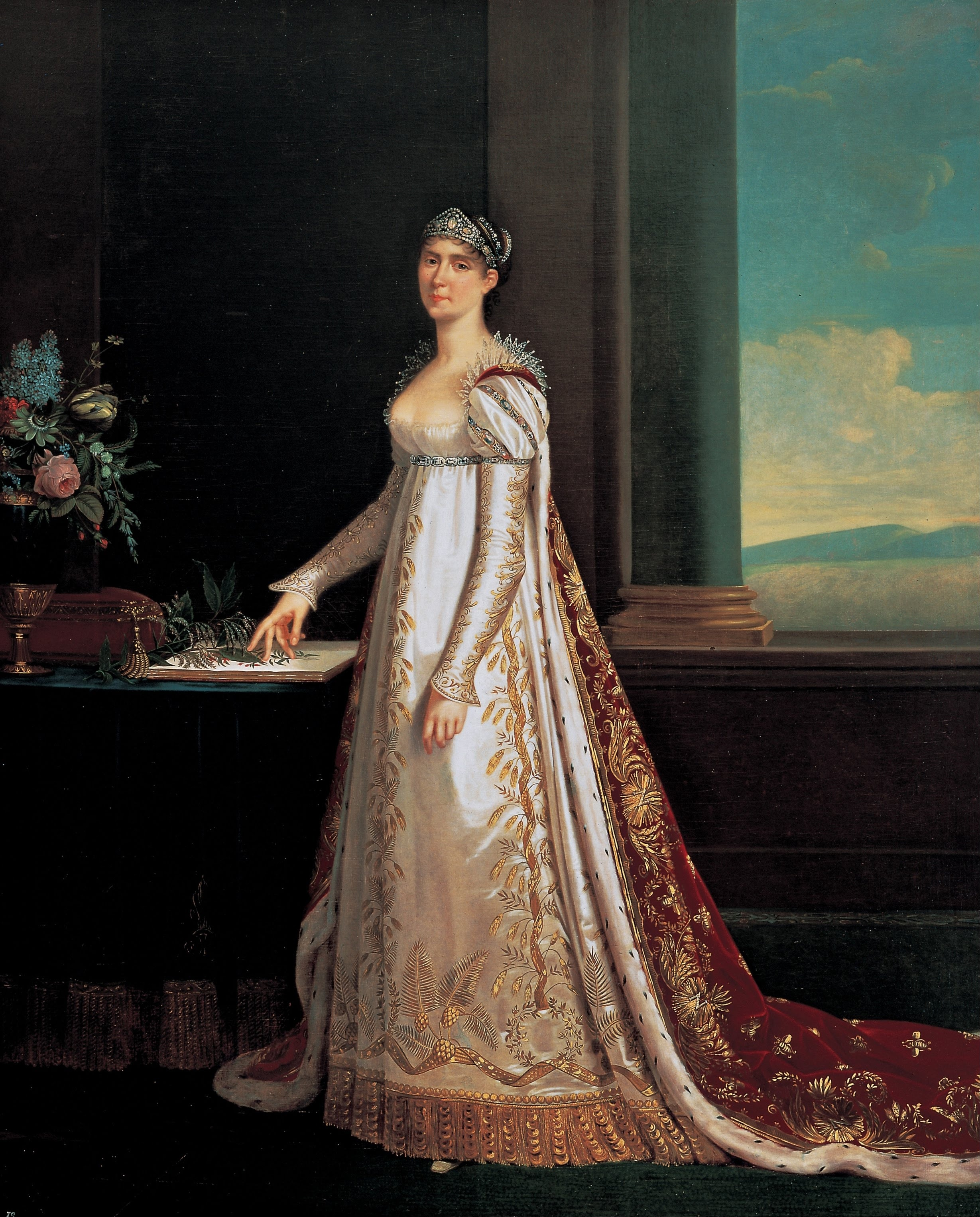
Portrait of Joséphine de Beauharnais (circa 1805)
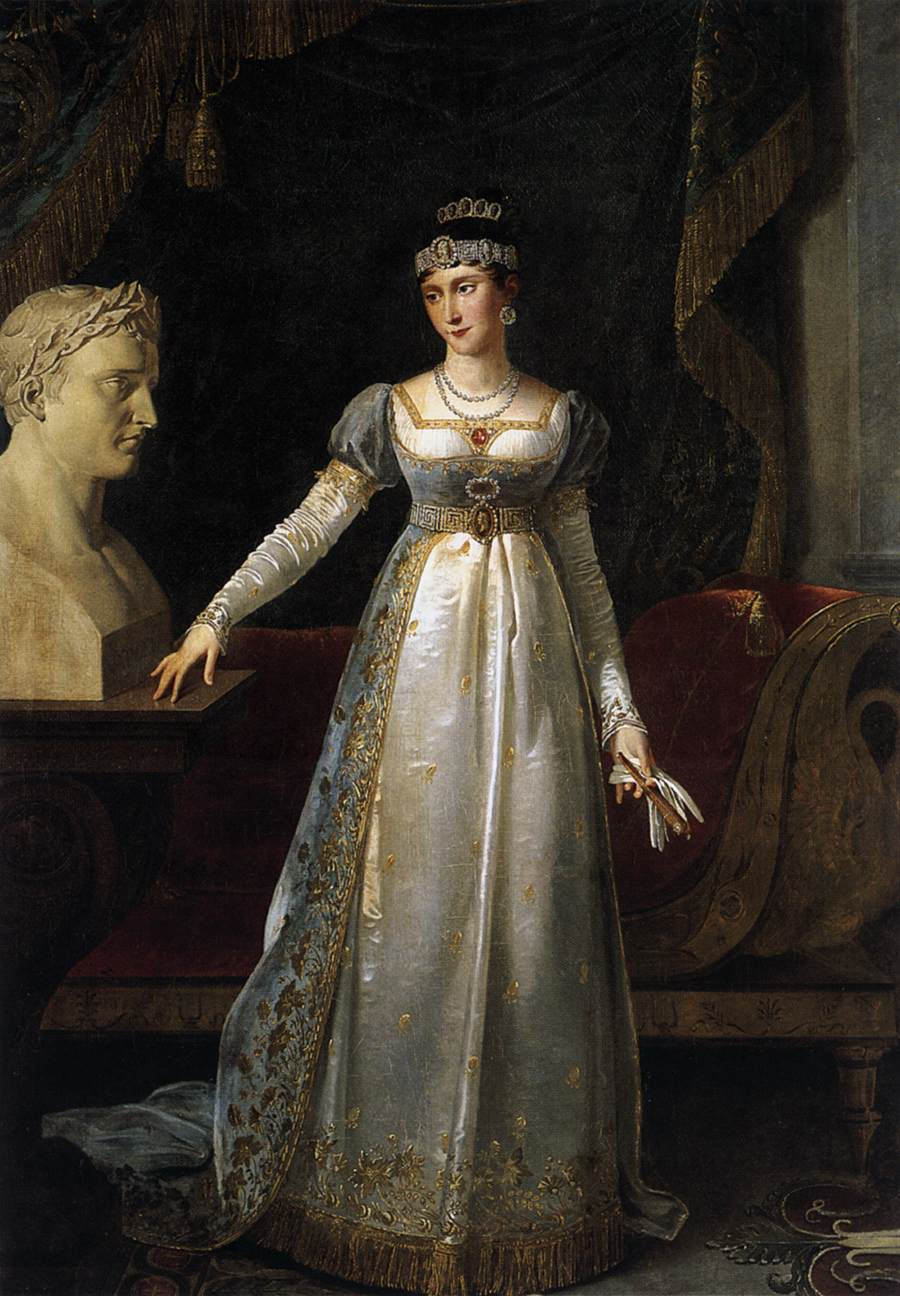
Princess Pauline Borghese (1806)
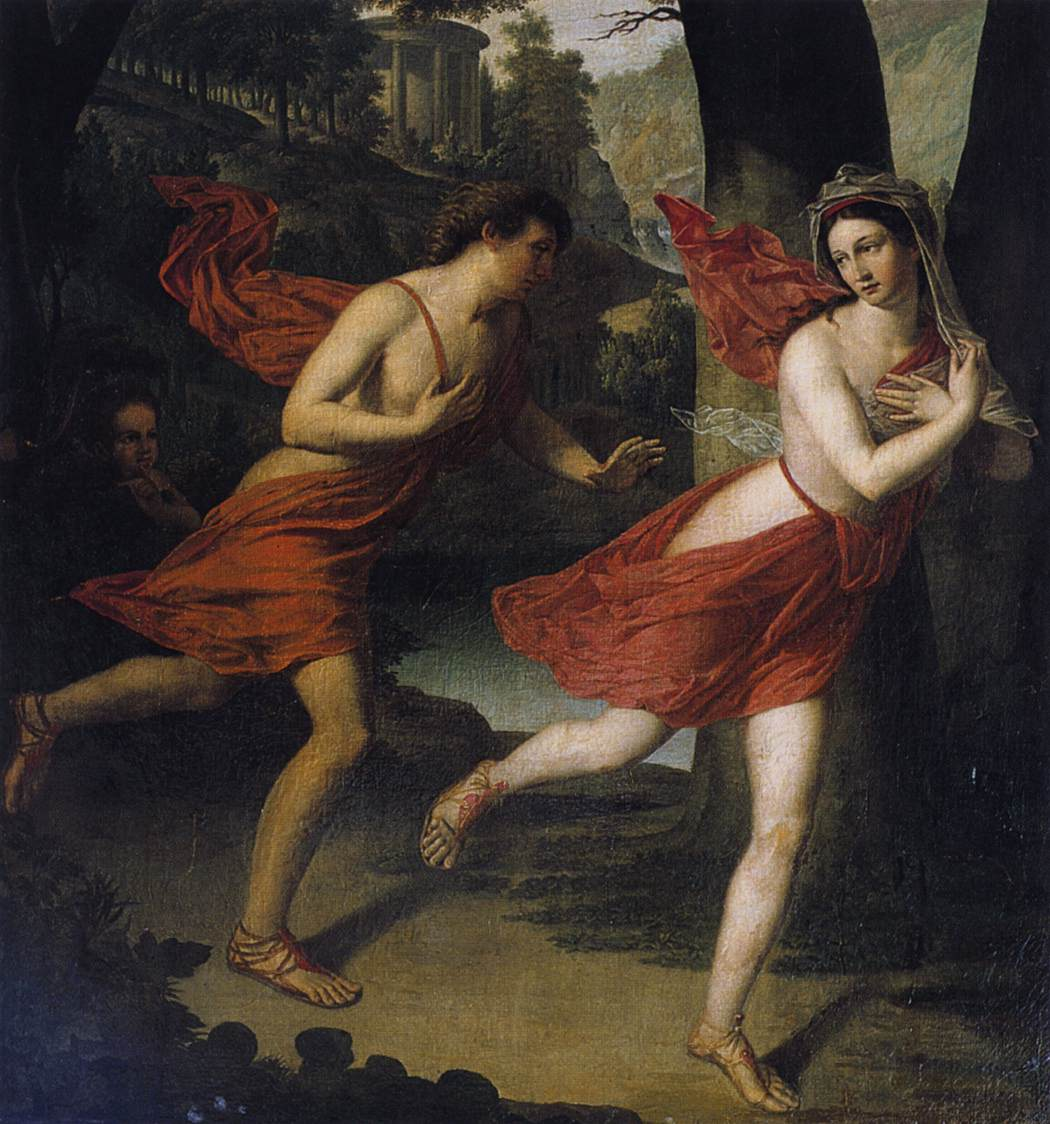
Pauline as Daphne Fleeing from Apollo (circa 1810)
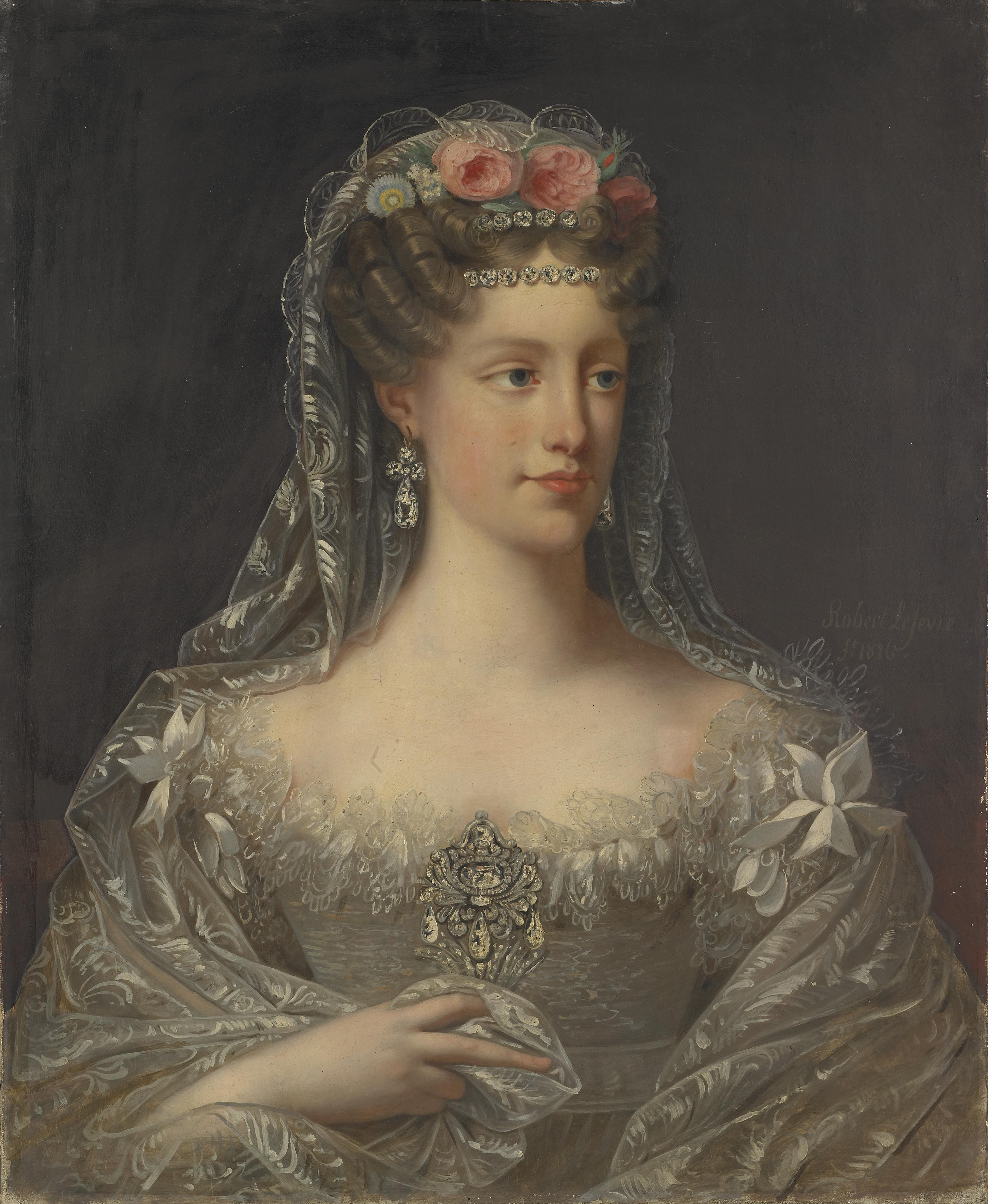
Portrait of the Duchess of Berry (1826)
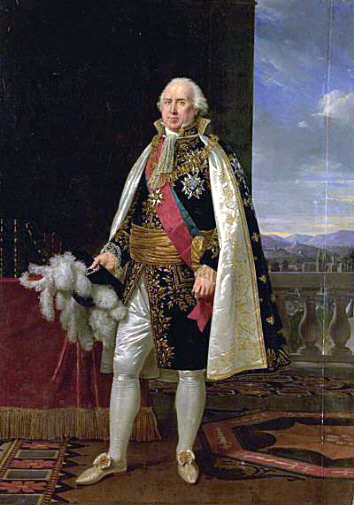
Charles-François Lebrun, duc de Plaisance (1825)